# Marc Ravalomanana
Marc Ravalomanana (12 de diciembre de 1949) es un político malgache que fue presidente de su país desde el 6 de mayo de 2002 hasta el 17 de marzo de 2009 donde cedió su cargo al almirante Hyppolite Ramaroson tras un golpe de Estado liderado por Andry Rajoelina quien también reclama el poder y cuenta con el apoyo de la mayor parte de la cúpula militar y de los ciudadanos.

## Biografía
Casado y con cuatro hijos, nació en Imerinkasinina, en el área metropolitana de Antananarivo, la capital de Madagascar.Se enriqueció mediante el éxito de la empresa de productos lácteos Tiko S. A. Gracias a los apoyos del Gobierno malgache y del Banco Mundial, consiguió convertir una empresa familiar en una de las mayores corporaciones empresariales de Madagascar. Este éxito como empresario le sirvió para ganarse una reputación de hombre emprendedor, que lo llevaría finalmente a la actividad política. 
En 1999, fue elegido alcalde de Antananarivo, en una lista independiente bajo el nombre de Asociación Tiako'i Arivo ("Amo a Antananarivo"). Su etapa como alcalde se caracterizó por las numerosas obras de mejora de las infraestructuras de la capital malgache, y las medidas para acabar con la pobreza urbana.[cita requerida]
En octubre de 2001, Ravalomanana fue nombrado vicepresidente y principal patrocinador de la Iglesia de Jesucristo en Madagascar (Église de Jésus-Christ à Madagascar, FJKM en su sigla malgache), iglesia protestante que forma parte del Consejo de las Iglesias Cristianas de Madagascar. Su participación en la vida religiosa del país, unida a su fama de empresario de éxito, le sirvió para aumentar su popularidad y para impulsar su carrera política, a pesar de no formar parte de ningún partido político oficial. 
Esta popularidad le llevó a anunciar su candidatura a las elecciones presidenciales del año 2001. El anuncio lo realizó en una iglesia FJKM en Imerinkasinina, su localidad natal. La combinación de fervor político, apoyado en su experiencia como alcalde de la capital, y religioso, en un país donde la mayor parte de la población profesa la fe cristiana, le convirtieron en el candidato revelación de las elecciones presidenciales de aquel año.
El 16 de diciembre de 2001 tuvo lugar la primera vuelta de las elecciones presidenciales de Madagascar. Los resultados, según el Ministerio del Interior, daban a Marc Ravalomanana una mayoría de los votos con el 46,44% de los sufragios, por delante del Presidente en funciones Didier Ratsiraka, que había logrado, según estas cifras oficiales, un 40,61% de los votos. Estos resultados, que obligaban a celebrar una segunda vuelta, fueron tildados de fraude por la asociación de electores de Marc Ravalomanana "Tiako'i Madagasikara" ("Amo a Madagascar"), y por el Comité de Apoyo a Marc Ravalomanana. Según el recuento llevado a cabo por los seguidores de Ravalomanana, este había obtenido en realidad alrededor del 53% de los sufragios, lo que le hacía Presidente sin necesidad de celebrar una segunda vuelta.
La acusación de fraude llevó a una crisis institucional en el país. Mientras el presidente Ratsiraka mantenía que se celebraría una segunda vuelta, Ravalomanana insistía en su victoria. Apoyado por sus seguidores, el 22 de febrero Ratsiraka se proclamaba Presidente de la República en un estadio de fútbol de Antananarivo.
Durante los meses siguientes, la división del país, incluido el ejército, en dos bandos opuestos, provocó enfrentamientos violentos que parecían presagiar una guerra civil. Mientras Ravalomanana ocupaba ya el palacio presidencial en Antananarivo, el presidente saliente Didier Ratsiraka presidía un gobierno alternativo en la ciudad de Toamasina, convertida en la capital del gobierno de Ratsiraka, que conservaba el apoyo de muchos gobernadores provinciales.
A pesar de la situación, el apoyo popular que tenía Ravalomanana, sobre todo en Antananarivo, llevó a un debilitamiento de la posición de Ratsiraka, que iba perdiendo apoyos. En mayo, Ravalomanana celebró una nueva ceremonia de investidura en Antananarivo, ya con el ejército en la capital de su lado. El 22 de junio, la Organización para la Unidad Africana reconocía a Ravalomanana como Presidente. El 26 de junio, el presidente de los Estados Unidos, George W. Bush, enviaba una carta a Ravalomanana llamándolo "Presidente de Madagascar", y el 3 de julio el ministro de Exteriores de Francia se refería en público a Ravalomanana como "presidente". Tras varios meses de enfrentamiento, Ratsiraka se veía obligado a abandonar el país. El 5 de julio huía a las Seychelles.
En diciembre de 2002, los partidarios de Ravalomanana obtenían una abrumadora mayoría en las elecciones parlamentarias, consolidando definitivamente el cambio político en la isla.
Entre 2003 y 2005, Ravalomanana ha dirigido el país con un estilo que algunos califican de "empresarial", estableciendo objetivos económicos y premiando a los funcionarios del gobierno según los éxitos alcanzados. Este estilo de gobierno, que ha mejorado la eficacia de las instituciones malgaches, ha sido elogiado por las instituciones financieras internacionales[cita requerida], especialmente el Banco Mundial, que ha destinado 250 millones de dólares estadounidenses al año, la mitad en forma de donación y la mitad como préstamos, a Madagascar. Algunos críticos, sin embargo, afirman que las reformas económicas han beneficiado sólo a algunos sectores de la población, mientras que los más desfavorecidos se encuentran igual o peor que antes.
En diciembre de 2006, Marc Ravalomanana logró la reelección para un segundo mandato al obtener un 54,8% de los votos en la primera vuelta de las elecciones presidenciales, porcentaje que le dio la victoria sin necesidad de una segunda vuelta. Este resultado fue objeto de protesta por grupos de la oposición y denuncias internacionales de fraude electoral, que expresaron dudas sobre la limpieza del escrutinio. El Tribunal Constitucional malgache ha rechazado las acusaciones confirmando el resultado, que da a Ravalomanana un nuevo mandato de cinco años, el 17 de marzo de 2009 cedió su poder a por causa de un golpe de Estado liderado por Andry Rajoelina cuyo resultado fue la renuncia de este y le cede su cargo al almirante Hyppolite Ramaroson